# Femër tipike
Femër tipike (svenska: vanlig kvinna) är en låt framförd av den kosovoalbanska sångerskan Arta Bajrami. Låten släpptes i december 2012 med musikvideo.
Låten skrevs av Avni Qahili och komponerades av Jeton Berisha. Till låten spelades en musikvideo in som släpptes på online den 22 december 2012. Låten är producerad av Albasound (Don Arbas) och musikvideon gjordes av produktionsbolaget Asha.